# Hilara hystricoides
Hilara hystricoides är en tvåvingeart som beskrevs av Straka 1979. Hilara hystricoides ingår i släktet Hilara och familjen dansflugor. Inga underarter finns listade i Catalogue of Life.